# Holoplatys minuta
Holoplatys minuta är en spindelart som beskrevs av Zabka 1991. Holoplatys minuta ingår i släktet Holoplatys och familjen hoppspindlar. Inga underarter finns listade i Catalogue of Life.